# España en el Festival de la Canción de Eurovisión 2022
España participó en el LXVI Festival de la Canción de Eurovisión, que se celebró en Turín, Italia del 10 al 14 de mayo de 2022, tras la victoria de Måneskin con la canción «Zitti e buoni». RTVE (radiotelevisión española por sus siglas), radiodifusora encargada de la participación española dentro del festival, decidió organizar por primera vez el Benidorm Fest, resurgiendo el tradicional festival de la canción en la ciudad alicantina convirtiéndolo en su método de selección nacional. Tras la realización de dos semifinales y una final, en la que concursaron 14 canciones, en la final del 29 de enero de 2022, fue declarada ganadora la artista de origen cubano Chanel Terrero con la canción de pop latino «SloMo» compuesta por Leroy Sanchez, Ibere Fortes, Maggie Szabo, Keith Harris y Arjen Thonen.
España, con calidad de miembro de los «Big Five», estuvo clasificada a la gran final. Tras su elección, Chanel se colocó dentro de los primeros 10 puestos entre los favoritos para ganar el concurso dentro de las casas de apuestas. Tras la realización de las semifinales a un día de la final, España se colocó en la 5ª posición dentro de las casas de apuestas, llegando inclusive al 1° puesto después de su actuación en la final.
Finalmente, Chanel obtuvo una tercera posición en el festival con un total de 459 puntos, 231 del jurado profesional y 228 del televoto, consiguiendo la mayor puntuación de la historia de España en el certamen y obteniendo el mejor puesto desde la edición de Dublín 1995.

## Historia de España en el Festival
España participa interrumpidamente desde su debut en el Festival de la Canción de Eurovisión desde 1961. En esa primera participación, quedó en novena posición con la canción Estando contigo de Conchita Bautista. Desde 1999, España forma parte del llamado «Big Four», junto a Alemania, Francia y Reino Unido; ampliado con Italia en 2011, y denominado «Big Five». Dicho grupo de países pasa directamente a la final, sin tener que participar en las dos semifinales.
España ha ganado dos veces el Festival. La primera, en Londres 1968, con la canción La, la, la, interpretada por Massiel, y la segunda en el año siguiente, con Salomé interpretando Vivo cantando.
España ha participado en el concurso en 60 ocasiones, ganando en dos de ellas y quedando en otras 28 ocasiones entre los diez primeros: en 1961, de 1966 al 1975, de 1977 a 1979, 1982, 1984, 1986, de 1989 al 1991 , 1995, 1997, de 2001 al 2004, 2012 , 2014 y 2022. Asimismo, no ha obtenido punto alguno en tres ocasiones: en 1962 y 1965 —con un sistema diferente de votación—, y en 1983, siempre empatando con otros países. En el siglo XXI, el mejor resultado de España en Eurovisión ha sido un sexto puesto en 2001, con David Civera y el tema Dile que la quiero en Copenhague. En los años recientes, España ha quedado siempre en la mitad baja de la clasificación con las excepciones de 2012, cuando Pastora Soler devolvió al país de nuevo al top 10 con su tema Quédate Conmigo; y en 2014, cuando el tema Dancing in the Rain de Ruth Lorenzo consiguió una décima posición —empatando a puntos con Dinamarca en la novena—.
En 2022, la cantante Chanel Terrero, se colocó en 3ª posición con 459 puntos en la gran final, con el tema «SloMo».

## Representante para Eurovisión

### Benidorm Fest 2022
El Benidorm Fest 2022 fue la 1° edición de la renovada final nacional española. España confirmó su participación en el Festival de Eurovisión 2021 el 3 de octubre de 2020.. La competencia tuvo lugar del 26 al 29 de enero de 2022, con la participación de 14 intérpretes.
La final del festival, tuvo lugar el 29 de enero, con la realización de una sola ronda de votación. Después de que los 8 finalistas interpretaron sus canciones, se sometieron a una votación, compuesta por un panel de un jurado compuesto por 3 figuras nacionales y 2 internacionales (50%), un panel demoscópico (25%) y la votación del público (25%). Tras la votación fue declarada ganadora la artista cubano-española Chanel Terrero con la canción «Slo Mo», tras obtener un total de 96 puntos, con lo cual se convirtió en la 61° representante española en el festival eurovisivo.
| N.º | Artista           | Canción                | Jurado | Panel Demoscópico | Televoto | Lugar | Puntos |
| --- | ----------------- | ---------------------- | ------ | ----------------- | -------- | ----- | ------ |
| 1   | Rayden            | «Calle de la llorería» | 37     | 15                | 15       | 4     | 67     |
| 2   | Tanxugueiras      | «Terra»                | 30     | 30                | 30       | 3     | 90     |
| 3   | Varry Brava       | «Raffaella»            | 25     | 12                | 18       | 6     | 55     |
| 4   | Chanel            | «SloMo»                | 51     | 25                | 20       | 1     | 96     |
| 5   | Rigoberta Bandini | «Ay mamá»              | 46     | 20                | 25       | 2     | 91     |
| 6   | Xeinn             | «Eco»                  | 30     | 5                 | 10       | 7     | 45     |
| 7   | Gonzalo Hermida   | «Quién lo diría»       | 12     | 18                | 5        | 8     | 35     |
| 8   | Blanca Paloma     | «Secreto de agua»      | 39     | 10                | 12       | 5     | 61     |

## En Eurovisión
España, al ser uno de los países pertenecientes al Big Five, estuvo clasificada automáticamente a la final del 14 de mayo, junto al país anfitrión y el resto del Big Five: Alemania, Francia, Italia (quien también fungió como país anfitrión) y el Reino Unido. El sorteo realizado el 25 de enero de 2022, determinó que el país, tendría que transmitir y votar en la segunda semifinal.
Los comentarios para España corrieron por cuarta ocasión de la dupla de Tony Aguilar y Julia Varela con la asistencia de Vicente Escudero en la transmisión por televisión, mientras que la transmisión por radio fue comentada por Imanol Durán, Sara Calvo, y David Asensio. La portavoz de la votación del jurado profesional español por quinta ocasión consecutiva fue la modelo y presentadora Nieves Álvarez.
Por primera vez en la historia del concurso, RTVE retransmitió las dos semifinales en el canal principal La 1, logrando una audiencia de 1,245,000 espectadores y 9.2% de share en la primera semifinal y 1,491,000 espectadores y un 11% en la segunda semifinal, con lo cual se convirtieron en las semifinales más vistas. La final consiguió un total de 6,8 millones de telespectadores con un 50.8% de share que aumentó a 7.9 millones y 61.3% durante el bloque de las votaciones, siendo la cuarta cuota de audiencia más alta para una final de Eurovisión en la historia de la cadena.

### Final
Chanel tomó parte de los primeros ensayos los días 5 y 7 de mayo, así como de los ensayos generales con vestuario de la segunda semifinal los días 11 y 12 de mayo y de la final los días 13 y 14 de mayo. El ensayo general de la tarde del 13 fue tomado en cuenta por los jurados profesionales para emitir sus votos, que representaron el 50% de los puntos. Después de los ensayos del 7 de mayo, un sorteo determinó en que mitad de la final participarían los países del Big Five. España fue sorteada en la primera mitad (posiciones 1-13). Una vez conocidos todos los finalistas, los productores del show decidieron el orden de actuación de todos los finalistas, respetando lo determinado por el sorteo. El orden de actuación revelado durante la madrugada del viernes 13 de mayo, decidió que España debía actuar en la posición 10 por delante de Italia y detrás de Países Bajos.
La actuación española fue diseñada y coreografiada por el estadounidense Kyle Hanagami y la iluminación diseñada por Rod Sinclair. Chanel fue acompañada por cinco bailarines: Pol Soto, Josh Huerta, Exxon Arcos, Raquel Caurín y María Pérez, esta última fungiendo también como corista de apoyo. El vestuario de Chanel consistió en un body negro con pedrería en colores blancos y rojos y una torera con los mismos detalles con unas hombreras con tachuelas, siendo diseñado por Palomo Spain. La actuación se mantuvo fiel durante la primera parte de la actuación a la ya realizada en el Benidorm Fest, con Chanel ejecutando una coreografía junto a sus bailarines, con la pantalla de luces secundaria creando diversos efectos de luces en colores amarillos, rojos y azules y un juego de luces en el estribillo donde una serie de flashes iluminaban a los participantes al estilo "slow motion". La actuación integró un dance-break durante el puente de la canción, al que le siguió una cascada de pirotecnia mientras Chanel mostraba un abanico en color rojo. La actuación terminó con un baile uno a uno de Chanel con los bailarines masculinos junto a una serie de fuegos pirotécnicos con el tempo de la canción.
Durante la votación, España se colocó en 3° lugar de la votación del jurado con un total de 231 puntos, obteniendo la máxima puntuación de 8 países. Posteriormente, se anunció su puntuación en la votación del público: un total de 228 puntos que la colocaron en el 3° lugar del televoto, habiendo recibido la máxima puntuación de Grecia. En la sumatoria final, Chanel se ubicó en 3ª posición con un total de 459 puntos, a tan solo 7 del segundo lugar, Reino Unido. Este resultado rompió la racha de 6 años de España posicionándose en el bottom 7 de la gran final y se convirtió en el primer podio del país en el concurso desde 1995 y el octavo podio en general. Así mismo, se rompió el récord de la cantidad de máximas puntuaciones obtenidas (4 de Betty Missiego en 1979) con 9 y el récord histórico de puntos obtenido por el país (125 de Mocedades en 1973).

### Votación

#### Puntuación a España

##### Final
| Jurado                                                                                         | Jurado                                                              | Jurado                                                                   | Jurado                                               | Jurado                                                                         |
| 12 puntos                                                                                      | 10 puntos                                                           | 8 puntos                                                                 | 7 puntos                                             | 6 puntos                                                                       |
| ---------------------------------------------------------------------------------------------- | ------------------------------------------------------------------- | ------------------------------------------------------------------------ | ---------------------------------------------------- | ------------------------------------------------------------------------------ |
| - Armenia - Australia - Irlanda - Macedonia del Norte - Malta - Portugal - San Marino - Suecia | - Bélgica - Reino Unido                                             | - Alemania - Bulgaria - Montenegro - Suiza                               | - Noruega - República Checa                          | - Chipre - Croacia                                                             |
| 5 puntos                                                                                       | 4 puntos                                                            | 3 puntos                                                                 | 2 puntos                                             | 1 punto                                                                        |
| - Albania - Azerbaiyán - Francia - Georgia - Grecia - Lituania - Países Bajos                  | - Dinamarca - Serbia                                                | - Islandia - Israel - Moldavia                                           | - Austria                                            | - Eslovenia - Polonia - Rumania                                                |
| Televoto                                                                                       |                                                                     |                                                                          |                                                      |                                                                                |
| 12 puntos                                                                                      | 10 puntos                                                           | 8 puntos                                                                 | 7 puntos                                             | 6 puntos                                                                       |
| - Grecia                                                                                       | - Azerbaiyán - Macedonia del Norte - Portugal - San Marino - Serbia | - Armenia - Bulgaria - Chipre - Israel - Moldavia - Montenegro - Rumania | - Albania - Croacia - Francia - Malta - Países Bajos | - Australia - Bélgica - Georgia - Lituania - Polonia - República Checa - Suiza |
| 5 puntos                                                                                       | 4 puntos                                                            | 3 puntos                                                                 | 2 puntos                                             | 1 punto                                                                        |
| - Irlanda - Reino Unido                                                                        | - Eslovenia - Letonia                                               | - Finlandia - Islandia                                                   | - Alemania - Suecia                                  | - Austria - Dinamarca - Estonia - Noruega - Ucrania                            |

#### Votación realizada por España
| Puntos    | Jurado     | Televoto        |
| --------- | ---------- | --------------- |
| 12 puntos | Azerbaiyán | Rumania         |
| 10 puntos | Australia  | República Checa |
| 8 puntos  | Bélgica    | Suecia          |
| 7 puntos  | Polonia    | Irlanda         |
| 6 puntos  | Suecia     | Finlandia       |
| 5 puntos  | Serbia     | Serbia          |
| 4 puntos  | Rumania    | Polonia         |
| 3 puntos  | Israel     | San Marino      |
| 2 puntos  | Finlandia  | Estonia         |
| 1 punto   | Montenegro | Chipre          |

| Puntos    | Jurado      | Televoto    |
| --------- | ----------- | ----------- |
| 12 puntos | Azerbaiyán  | Ucrania     |
| 10 puntos | Italia      | Rumania     |
| 8 puntos  | Australia   | Reino Unido |
| 7 puntos  | Suecia      | Moldavia    |
| 6 puntos  | Serbia      | Suecia      |
| 5 puntos  | Bélgica     | Italia      |
| 4 puntos  | Rumania     | Portugal    |
| 3 puntos  | Reino Unido | Noruega     |
| 2 puntos  | Grecia      | Serbia      |
| 1 punto   | Suiza       | Polonia     |

##### Desglose
El jurado español estuvo compuesto por:
- Blanca Paloma
- Carlos Marco
- Kai Etxaniz
- Pilar Tabares
- Verónica Ferreiro

| Semifinal 2 | Semifinal 2         | Semifinal 2 | Semifinal 2 | Semifinal 2 | Semifinal 2 | Semifinal 2 | Semifinal 2 | Semifinal 2 | Semifinal 2 | Semifinal 2 |
| N.º         | País                | Jurado      | Jurado      | Jurado      | Jurado      | Jurado      | Jurado      | Jurado      | Televoto    | Televoto    |
| N.º         | País                | Jurado A    | Jurado B    | Jurado C    | Jurado D    | Jurado E    | Ranking     | Puntos      | Ranking     | Puntos      |
| ----------- | ------------------- | ----------- | ----------- | ----------- | ----------- | ----------- | ----------- | ----------- | ----------- | ----------- |
| 01          | Finlandia           | 7           | 7           | 16          | 6           | 10          | 9           | 2           | 5           | 6           |
| 02          | Israel              | 6           | 8           | 11          | 4           | 17          | 8           | 3           | 13          |             |
| 03          | Serbia              | 5           | 6           | 9           | 7           | 6           | 6           | 5           | 6           | 5           |
| 04          | Azerbaiyán          | 1           | 1           | 1           | 5           | 1           | 1           | 12          | 16          |             |
| 05          | Georgia             | 18          | 17          | 15          | 12          | 11          | 15          |             | 15          |             |
| 06          | Malta               | 12          | 16          | 10          | 11          | 16          | 14          |             | 14          |             |
| 07          | San Marino          | 13          | 15          | 14          | 18          | 18          | 18          |             | 8           | 3           |
| 08          | Australia           | 2           | 2           | 2           | 1           | 5           | 2           | 10          | 11          |             |
| 09          | Chipre              | 17          | 18          | 12          | 16          | 14          | 17          |             | 10          | 1           |
| 10          | Irlanda             | 16          | 14          | 13          | 15          | 15          | 16          |             | 4           | 7           |
| 11          | Macedonia del Norte | 9           | 12          | 17          | 14          | 12          | 13          |             | 18          |             |
| 12          | Estonia             | 10          | 9           | 8           | 17          | 9           | 12          |             | 9           | 2           |
| 13          | Rumania             | 8           | 10          | 3           | 9           | 8           | 7           | 4           | 1           | 12          |
| 14          | Polonia             | 4           | 5           | 4           | 8           | 4           | 4           | 7           | 7           | 4           |
| 15          | Montenegro          | 15          | 13          | 18          | 3           | 13          | 10          | 1           | 17          |             |
| 16          | Bélgica             | 3           | 3           | 5           | 2           | 3           | 3           | 8           | 12          |             |
| 17          | Suecia              | 11          | 4           | 6           | 10          | 2           | 5           | 6           | 3           | 8           |
| 18          | República Checa     | 14          | 11          | 7           | 13          | 7           | 11          |             | 2           | 10          |

| Final | Final           | Final                      | Final                      | Final                      | Final                      | Final                      | Final                      | Final                      | Final                      | Final                      |
| N.º   | País            | Jurado                     | Jurado                     | Jurado                     | Jurado                     | Jurado                     | Jurado                     | Jurado                     | Televoto                   | Televoto                   |
| N.º   | País            | Jurado A                   | Jurado B                   | Jurado C                   | Jurado D                   | Jurado E                   | Ranking                    | Puntos                     | Ranking                    | Puntos                     |
| ----- | --------------- | -------------------------- | -------------------------- | -------------------------- | -------------------------- | -------------------------- | -------------------------- | -------------------------- | -------------------------- | -------------------------- |
| 01    | República Checa | 12                         | 11                         | 13                         | 16                         | 22                         | 18                         |                            | 19                         |                            |
| 02    | Rumania         | 5                          | 12                         | 14                         | 2                          | 14                         | 7                          | 4                          | 2                          | 10                         |
| 03    | Portugal        | 6                          | 15                         | 12                         | 7                          | 21                         | 12                         |                            | 7                          | 4                          |
| 04    | Finlandia       | 18                         | 18                         | 8                          | 17                         | 15                         | 17                         |                            | 14                         |                            |
| 05    | Suiza           | 7                          | 19                         | 3                          | 18                         | 13                         | 10                         | 1                          | 22                         |                            |
| 06    | Francia         | 21                         | 23                         | 20                         | 21                         | 18                         | 22                         |                            | 13                         |                            |
| 07    | Noruega         | 20                         | 22                         | 21                         | 20                         | 11                         | 21                         |                            | 8                          | 3                          |
| 08    | Armenia         | 19                         | 21                         | 18                         | 9                          | 20                         | 19                         |                            | 11                         |                            |
| 09    | Italia          | 4                          | 3                          | 4                          | 6                          | 4                          | 2                          | 10                         | 6                          | 5                          |
| 10    | España          | -------------------------- | -------------------------- | -------------------------- | -------------------------- | -------------------------- | -------------------------- | -------------------------- | -------------------------- | -------------------------- |
| 11    | Países Bajos    | 17                         | 20                         | 19                         | 12                         | 8                          | 16                         |                            | 17                         |                            |
| 12    | Ucrania         | 22                         | 13                         | 23                         | 14                         | 19                         | 20                         |                            | 1                          | 12                         |
| 13    | Alemania        | 13                         | 17                         | 17                         | 5                          | 23                         | 14                         |                            | 16                         |                            |
| 14    | Lituania        | 16                         | 10                         | 11                         | 19                         | 6                          | 13                         |                            | 12                         |                            |
| 15    | Azerbaiyán      | 1                          | 1                          | 1                          | 1                          | 3                          | 1                          | 12                         | 23                         |                            |
| 16    | Bélgica         | 3                          | 8                          | 5                          | 15                         | 7                          | 6                          | 5                          | 18                         |                            |
| 17    | Grecia          | 15                         | 7                          | 10                         | 3                          | 17                         | 9                          | 2                          | 21                         |                            |
| 18    | Islandia        | 24                         | 16                         | 22                         | 24                         | 24                         | 23                         |                            | 24                         |                            |
| 19    | Moldavia        | 23                         | 24                         | 24                         | 23                         | 16                         | 24                         |                            | 4                          | 7                          |
| 20    | Suecia          | 2                          | 2                          | 9                          | 4                          | 12                         | 4                          | 7                          | 5                          | 6                          |
| 21    | Australia       | 8                          | 5                          | 2                          | 8                          | 2                          | 3                          | 8                          | 20                         |                            |
| 22    | Reino Unido     | 9                          | 6                          | 16                         | 10                         | 5                          | 8                          | 3                          | 3                          | 8                          |
| 23    | Polonia         | 10                         | 9                          | 7                          | 13                         | 9                          | 11                         |                            | 10                         | 1                          |
| 24    | Serbia          | 11                         | 4                          | 6                          | 22                         | 1                          | 5                          | 6                          | 9                          | 2                          |
| 25    | Estonia         | 14                         | 14                         | 15                         | 11                         | 10                         | 15                         |                            | 15                         |                            |